# 대치면
대치면(大峙面)은 대한민국 충청남도 청양군의 면이다.

## 행정 구역
- 광금리
- 광대리
- 농소리
- 구치리
- 대치리
- 상갑리
- 수석리
- 시전리
- 오룡리
- 이화리
- 작천리
- 개곡리
- 장곡리
- 주정리
- 탄정리
- 형산리